# Ernst Rainer Weissenbacher
Ernst Rainer Weissenbacher (* 23. Mai 1944 in Bad Tölz) ist ein deutscher Gynäkologe und war der Leiter der Poliklinik für Frauenheilkunde und Geburtshilfe des Klinikums der Universität München, Campus Großhadern.

## Leben
Nach seiner Grundschul- und frühen Oberrealschulzeit in Bad Tölz besuchte Ernst Rainer Weissenbacher 1959–1964 die Luitpold-Oberrealschule in München, welche er 1964 mit dem Abitur abschloss. Im Anschluss daran erfolgte in den Jahren 1964–1970 ein Medizinstudium an der Ludwig-Maximilians-Universität München, wo er im Juni 1970 sein Staatsexamen mit der Note „sehr gut“ ablegte. Im gleichen Jahr erfolgte die Dissertation mit „cum laude“. Thema der Arbeit war: Vergleichende Untersuchungen zur Dosisabhängigkeit der Magensekretion nach Stimulation mit gastrinanalogen Oligopeptiden. Am 31. August 1971 erhielt Ernst Rainer Weissenbacher seine Approbation.
Seine Assistentenzeit verbrachte er in den Jahren 1970–1971 in der Chirurgischen Universitätsklinik München und in der I. Medizinischen Klinik der Technischen Universität München rechts der Isar. 1971–1982 war er Wissenschaftlicher Assistent der II. Abteilung der Geburtshilfe und Gynäkologie der LMU München, später Abteilung der Geburtshilfe und Gynäkologie der LMU München – Großhadern.
1977 wurde Ernst Rainer Weissenbacher zum Privatdozenten nominiert, seine Habilitation erhielt er am 15. November 1978.
Thema der Habilitation war: Untersuchungen zur Besiedlung des weiblichen Urogenitaltraktes mit Myko- und Ureaplasmen.
Am 1. September 1982 wurde er zum C 2 Professor auf Lebenszeit ernannt, am 11. November 1998 zum C 3 Professor auf Lebenszeit.
Ernst Rainer Weissenbacher gilt als Spezialist für die Betreuung von Risikoschwangerschaften und die Behandlung von Genitalinfektionen.
Er setzt sich vehement für den Kampf gegen den durch Humane Papillomviren verursachten Gebärmutterhalskrebs ein. Abgesehen von Maßnahmen zur Früherkennung (sog. HPV-Test) tritt er insbesondere auch für die Impfung mit Gardasil ein, um diese Krebsart langfristig auszurotten. Die Impfung soll nicht nur wie bislang üblich Mädchen vor dem 1. Geschlechtsverkehr verabreicht werden, sondern auch allen sexuell aktiven Frauen unabhängig vom Alter.

## Preise und Auszeichnungen
- Heinz Spitzbart Award – Preis zur Förderung der Infektions-Immunologie in der Gynäkologie und Urologie
- Janssen-Cilag Award – Preis zur Förderung der med. Mykologie
- Medaille der Arbeitsgemeinschaft Infektiologie und Infektionsimmunologie der Deutschen Gesellschaft für Gynäkologie und Geburtshilfe

## Schriften (Auszug)
- 2001 – Fluorpraktikum I, 188 Seiten, 109 Abbildungen, Verlag: medifact-publishing GmbH
- 2001 – Fluorpraktikum II, 48 Seiten, Verlag: medifact-publishing GmbH
- 2005 – Neue Interdisziplinäre Therapiemöglichkeiten bei Erkrankungen des äußeren weiblichen Genitale, Verlag:   medifact-publishing GmbH
- 2006 – Später Kinderwunsch, Chancen und Risiken, 219 Seiten, Zuckerschwerdt Verlag

## Vorsitzender und Beirat (Auswahl)
- Präsident des Kuratoriums Frau und gesunde Lebensführung (FUGL)
- Mitglied des Präsidiums der DEA (Deutsche Eliteakademie)
- 1988–2007 Mitglied des Vorstandes der Arbeitsgemeinschaft über Infektionen und Infektionsimmunologie in der Gynäkologie u. Geburtshilfe (AGII) der Deutschen Gesellschaft für Gynäkologie und Geburtshilfe (DGGG)
- Korrespondierendes Mitglied des KV-Ausschusses „Medizinische Mikrobiologie“